# Jason de Vos
Jason Richard de Vos (ur. 2 stycznia 1974 w London) – kanadyjski piłkarz pochodzenia holenderskiego występujący na pozycji obrońcy.

## Kariera klubowa
De Vos seniorską karierę rozpoczynał w 1990 roku w klubie London Lasers z CSL. W 1991 roku odszedł do ekipy Kitchener Kickers, także grającej w CSL. W 1992 roku wrócił do Lasers. W 1993 roku trafił do Montrealu Impact z amerykańskiej ligi ASPL. Tam spędził 3 lata.
W 1996 roku de Vos podpisał kontrakt z angielskim Darlington z Division Three. Jego barwy reprezentował przez 2,5 roku. Pod koniec 1998 roku odszedł do szkockiego Dundee United ze Scottish Premier League. 21 sierpnia 1999 roku w przegranym 1:4 pojedynku z Rangers strzelił pierwszego gola w Scottish Premier League. W Dundee spędził 2,5 roku.
W 2001 roku wrócił do Anglii, gdzie został graczem klubu Wigan Ahtletic z Division Two. Pierwszy ligowy mecz zaliczył tam 11 sierpnia 2001 roku przeciwko Brentfordowi (1:1). W 2003 roku awansował z zespołem do First Division. W Wigan grał jeszcze przez rok.
W 2004 roku de Vos odszedł do Ipswich Town z Championship. Zadebiutował tam 4 sierpnia 2004 roku w wygranym 2:1 pojedynku z Gillingham. W Ipswich występował przez 4 lata, a w 2008 roku zakończył karierę.

## Kariera reprezentacyjna
W reprezentacji Kanady de Vos zadebiutował 17 sierpnia 1997 roku w przegranym 0:1 towarzyskim pojedynku z Iranem. 2 czerwca 1999 roku w wygranym 2:0 towarzyskim spotkaniu z Gwatemalą strzelił pierwszego gola w kadrze narodowej.
W 2000 roku był uczestnikiem Złotego Pucharu CONCACAF, który okazał się dla Kanady zwycięski. W 2001 roku został powołany do kadry na Puchar Konfederacji. Zagrał na nim w meczach z Japonią (2:3), Brazylią (0:0), Kamerunem (0:2). Tamten turniej Kanada zakończyła na fazie grupowej.
W 2002 roku de Vos ponownie wziął udział w Złotym Pucharze CONCACAF, który Kanada ponownie zakończyła na 3. miejscu. W 2003 roku po raz trzeci uczestniczył z Złotym Pucharze CONCACAF. Tym razem Kanada odpadła z turnieju po fazie grupowej.
W latach 1997–2004 w drużynie narodowej de Vos rozegrał w sumie 49 spotkań i zdobył 4 bramki.